# تجمع بدو بئر اسفل امرة (بروم ميفع)
'

تعديل مصدري - تعديل

تجمع بدو بئر اسفل امرة هي إحدى قرى عزلة بروم بمديرية بروم ميفع التابعة لمحافظة حضرموت، بلغ تعداد سكانها 27 نسمة حسب تعداد اليمن لعام 2004.